# And the Forests Dream Eternally
And the Forests Dream Eternally — музичний альбом гурту Behemoth. Виданий 1994 року лейблами Enthropy Records, Metal Mind Productions. Загальна тривалість композицій становить 24:56. Альбом відносять до напрямку блек-метал.

## Список пісень
1. «Transylvanian Forest» — 5:35
2. «Moonspell Rites» — 6:02
3. «Sventevith (Storming Near the Baltic)»- 5:59
4. «Pure Evil and Hate» — 3:09
5. «Forgotten Empire of Dark Witchcraft» — 4:11